# ۱۰۵۷ (قمری)
۱۰۵۷ (قمری)، هزار و پنجاه و هفتمین سال در گاهشماری هجری قمری است. اول محرم این سال برابر با ششم فوریه سال ۱۶۴۷ میلادی است.